# Совет острова
Совет острова — законодательный орган Островов Питкэрн.

## Структура
Совет состоит из 10 членов, 7 из которых (5 советников, мэр и заместитель мэра) избираются всенародным голосованием и являются единственными членами, которым разрешено голосовать на любом заседании Совета. Остальные трое являются членами ex-officio (вне права голоса): администратор (который одновременно является главой правительства и представителем губернатора островов Питкэрн), губернатор и заместитель губернатора.
Срок полномочий членов совета и заместителя мэра составляет два года. Мэр избирается на три года и имеет право исполнять свои обязанности на второй срок, в то время как администратор назначается губернатором на неопределённый срок.

## История
Председателем совета традиционно был магистрат, наделённый исполнительной, законодательной и судебной властью. После пересмотра конституции в 1998 году эта должность была разделена и заменена с 1999 года мэром и председателем Совета.
До 2011 года губернатор назначал второго члена Совета. Однако эта позиция была отменена в пользу введения пятого выборного места.

## Членство в совете
По состоянию на 23 ноября 2016 года в состав Совета острова входили:
Члены с правом голоса:
- Мэр: Шарлин Уоррен-Пё.
- Заместитель мэра: Кевин Янг.
- Члены совета: Леа Браун, Дарралин Гриффитс, Мишель Кристиан, Лесли Жак и Бренда Кристиан.

Члены без права голоса:
- Администратор: Николас Кеннеди.
- Губернатор: Лаура Кларк.
- Заместитель губернатора: Кевин Линч.